# 우리별 1호
우리별 1호는 대한민국 최초의 인공위성이다. 영국 서레이 새틀라이트 테크놀로지의 UoSAT-5 위성본체를 사용했다.
1992년 8월 11일 대한민국 최초의 인공위성인 우리별 1호가 남아메리카 프랑스령 기아나의 쿠루에 위치한 기아나 우주 센터에서 발사되었다. 미국의 3t짜리 해양관측위성인 토펙스 인공위성을 발사하는 공간 옆에, 프랑스의 S80/T 인공위성과 함께 보조위성으로 발사되었다. 아리안 4로 발사했다.
우리별 1호는 무게 48.5 kg, 크기 35.2 X 35.6 X 67cm의 초소형 과학위성이다. 궤도는 1300 km 원형궤도 (경사각 : 66.08o) 즉 태양동기궤도이다. 자세제어방식은 중력경사 안정화 방식, 자기토커제어 방식을 사용한다. 우리별 1호는 지구표면 촬영, 음성자료와 화상정보 교신 등의 실험을 수행하였다. 목적은 인공위성 개발 기술의 습득, 위성관련분야의 전문인력 양성, 우주과학에 대한 국가적 관심 증대 및 우주산업의 활성화, 우주환경에 관한 연구 수행이다.
지구관측 카메라는 해상도 4km/400m의 면적형 CCD 카메라를 사용하며, 우주방사선 측정장치 즉 CPE(Cosmic Particle Experiment)는 먼 천체에서 오는 고에너지 우주방사선을 검출하고 전 지구적인 분포를 조사하는 실험을 수행하였다. 주 컴퓨터 CPU는 80C186, 주 컴퓨터 성능은 1 MIPS이며 운용 소프트웨어는 SCOS를 구매하여 사용하였고, 부 컴퓨터 CPU는 Z80을 사용하였다.
공식 수명은 5년이었지만 1997년 임무 종료 후에도 7년 간 더 작동하다 2004년 말 교신을 마쳤다.

## 아마추어 무선
우리별 1호는 VHF UHF 아마추어 무선 중계기를 탑재, 전 세계 아마추어 무선사들이 자유롭게 이용할 수 있었다. 남극 세종기지에도 아마추어 무전기가 설치되어 있다. 남극 세종기지의 안승용 대원이 아마추어 무전기로 우리별 1호를 이용하기도 하였다. 우주에서 아마추어 무선사들이 자유롭게 교신할 수 있는 대표적인 곳은 국제우주정거장으로, 시간과 주파수만 맞추면 핸디 무전기로 언제나 국제우주정거장 우주인들 교신할 수 있다. 우주인 이소연이 아마추어 무선 교신을 하기도 하였다. 전 세계 사람들과의 아마추어 무선 교신은 국제우주정거장 우주인들의 평상시 활동 중의 하나이다.

## 미디어에서의 등장
2014년 2월 20일에 개봉한 장형윤 감독의 장편 애니메이션 〈우리별 일호와 얼룩소〉에 우리별 1호가 등장한다. 작품에서는 수명이 다해 궤도를 떠돌고 있던 우리별 1호가 주인공 경천의 노래에 이끌려 지구로 떨어지는 과정에서 안드로이드로 변한다는 내용을 담고 있다.

## 같이 보기
- 우리별 2호
- 우리별 3호